# Little Horwood
Pour les articles homonymes, voir Horwood.
Little Horwood est un village et une paroisse civile du Buckinghamshire, en Angleterre. Il est situé à environ six kilomètres au sud-est de la ville de Buckingham. Administrativement, il relève du district d'Aylesbury Vale. Au recensement de 2011, il comptait 434 habitants.